# Open Court
Open Court er en film instrueret af Frederik Hølge og Poul Madsen
.

## Handling
Beskrivelse: Vi befinder os i Indiens vestligste delstat, Gujarat, hvor vi sidder som fluen på væggen i en åben veranda og overværer en retssag. Det er tydeligt, at der ikke er tale om en normal lukket retssal med ærværdige dommere. Hvad foregår der? Vi er vidne til en folkelig domstol, som arbejder ved siden af det etablerede system. Hvem og hvad er forklaringen på Open Court, den åbne ret?